# Phi Lab
Il Φ-lab (Phi-lab) è il laboratorio di innovazione per l'Osservazione della Terra dell'Agenzia spaziale europea (ESA). La sua missione è accelerare il futuro del monitoraggio terrestre attraverso l’uso di tecnologie innovative e avanzate. Il Φ-lab si dedica a facilitare l'adozione di nuove tecniche, come l'intelligenza artificiale, il calcolo quantistico ed altre tecnologie emergenti, per potenziare le capacità di osservazione della Terra.
Il Φ-lab gestisce inoltre il programma dell’ESA InCubed, il quale supporta numerose attività nel settore spaziale, compresa la costruzione di satelliti. L'obiettivo è sfruttare i dati e le immagini satellitari per creare nuove opportunità di mercato e promuovere l’innovazione nell'industria spaziale.
Inoltre, il Φ-lab opera come punto di connessione tra industria, mondo accademico ed investitori, mantenendo attiva la sua comunità dove professionisti del settore spaziale possono scambiare idee e collaborare.
Il Φ-lab fa parte del programma Earth Observation dell’ESA e si concentra sullo sviluppo di nuove tecniche per l'osservazione della Terra. In questo laboratorio, esperti provenienti da tutto il mondo collaborano per avanzare la ricerca nel telerilevamento satellitare. I ricercatori interessati a progetti innovativi possono proporre le loro idee al Φ-lab, ottenendo accesso alle risorse e alle strutture dell'ESA. Il periodo di collaborazione può variare da poche settimane fino a due anni, nel caso di partnership più strategiche.
Inoltre, il Φ-lab sviluppa modelli di intelligenza artificiale che sono disponibili online come open source, promuovendo così la collaborazione e l’innovazione nella comunità globale della ricerca.